# Holebifilmfestival
Het Holebifilmfestival is een filmfestival in Vlaanderen met een focus op het holebi- en transgenderthema. Het festival heeft zijn thuisbasis in Leuven en is te gast in verschillende steden en gemeenten in en rond Vlaams-Brabant. Naast films staan er ook regelmatig toneel- en dansvoorstellingen op het programma. Sinds 2010 wordt door het festival de internationale kortfilmwedstrijd Holebikort georganiseerd.

## Historiek
Het festival ontstond in 2001, toen een aantal filmliefhebbers van de Leuvense vereniging Driekant een festival organiseerden met een tiental films. Het festival ging toen door in het Studioke. Het jaar nadien werd een grotere zaal ingepalmd in de Studio's en kwamen er ook voorstellingen in Cinema ZED bij.
In 2008 werd de provinciale koepel Holebihuis Vlaams-Brabant opgericht en kwam een samenwerking tot stand met de dienst Gelijke Kansen van de provincie Vlaams-Brabant. Vanaf dat moment werden er gastvoorstellingen georganiseerd in andere steden en gemeenten in de provincie, waarbij het festival stap voor stap uitbreidde. De naam van het festival werd Holebifilmfestival Vlaams-Brabant.
Na de sluiting van de Studio bioscopen begin 2010, was het festival gedwongen uit te wijken naar de zalen van Kinepolis. Om de kosten te drukken voor minder populaire voorstellingen (bv. documentaires), werden er vanaf 2013 ook voorstellingen georganiseerd in het Provinciehuis.
Nadat de persoonsgebonden bevoegdheden in 2018 aan de provincies ontnomen werden, kan het Holebifilmfestival niet meer gesteund worden door de provincie Vlaams-Brabant. Het werd dan wel iets gemakkelijker om ook locaties buiten de provincie op te nemen. In aanloop hiernaar gebeurde dit al in 2017, wanneer op vraag van Mechelen en Sint-Truiden ook daar voorstellingen georganiseerd worden.
Filmhuis Mechelen is sinds 2017 een vaste jaarlijkse vertoningsplaats van het Holebifilmfestival.

## Programmatie
De vertoonde films worden geselecteerd uit het aanbod van recente films en documentaires met een holebi-, transgender- of gerelateerd thema. Speciale aandacht gaat naar premières en Belgische producties. Wanneer de kans zich voordoet, worden voor bepaalde vertoningen de regisseur en/of acteurs uitgenodigd en krijgt het publiek de kans om na de voorstelling vragen te stellen.
Jaarlijks staan er ook enkele dans- en toneelvoorstellingen op het programma. Toneelverenigingen Zensationeel, Spot On, Shimmerglee en Amfi Theaterproducties zijn regelmatig te gast op het festival.

### Openingsavond
Het festival gaat elk jaar van start met een feestelijke openingsavond. Sinds 2010 worden op deze avond de finalisten van de wedstrijd Holebikort vertoond, waarna de winnaar door het publiek wordt gekozen.
Voor de lustrum-edities wordt een grotere show in mekaar gestoken, waar meer zang en entertainment voorzien worden en waarbij bekende Vlaamse holebi's worden uitgenodigd. Zo waren in 2005 Wim De Vilder, Frank Dingenen en Mayo Van Ryckeghem te gast. In 2010 werd de avond opgeluisterd door Will Ferdy, Lieven Debrauwer, Karolien Debecker, Timo Descamps en Truus Druyts. In 2015 waren er live gesprekken met Nathalie Delporte en Tom De Cock, filmmakers Anthony Schatteman en Kai Stänicke, was er een video-interview met Kurt Van Eeghem en werd de muziek verzorgd door Iza, Dimitri Vantomme en La Diva Live.

### Nevenactiviteiten
Naast de voorstellingen zijn er ook nevenactiviteiten. Zo wordt de holebiliteratuur extra in de kijker gezet door verschillende bibliotheken van de deelnemende steden en gemeenten.
Er worden schoolvoorstellingen georganiseerd, waarbij een nabespreking van de film verzorgd wordt door jongerenverenigingen &of en Mixed.
Sinds 2011 worden er tijdens het festival in het avondprogramma van de Centrale Gevangenis van Leuven ook films met een holebithema opgenomen.
In het kader van de jaarlijkse Seniorenweek plant de stad Leuven een filmvoorstelling met holebithema in.

## Organisatie
Het Holebifilmfestival wordt volledig georganiseerd door een team van vrijwilligers.
Financieel wordt het festival in belangrijke mate gesteund door de stad Leuven, het Vlaams Audiovisueel Fonds en eerder door de provincie Vlaams-Brabant.
Op minder regelmatige basis wordt het festival ook gesteund door sponsors uit de bedrijfswereld.
Door deze manier van werken is het festival onderhevig aan veranderingen in werkkracht en financiële middelen. Daardoor kan de omvang van het festival, en in het bijzonder van de nevenactiviteiten, door de jaren heen fluctueren.

## Overzicht
| Jaar | Periode                  | Locaties | Filmzalen Leuven                     |
| ---- | ------------------------ | --- | ------------------------------------ |
| 2001 |                          | Leuven | Studioke                             |
| 2002 |                          | Leuven | Studio, Cinema ZED                   |
| 2003 |                          | Leuven |                                      |
| 2004 |                          | Leuven |                                      |
| 2005 |                          | Leuven |                                      |
| 2006 |                          | Leuven |                                      |
| 2007 | 7 - 23 november          | Leuven | Studio 4, Cinema ZED                 |
| 2008 | 4 - 21 november          | Leuven, Aarschot, Diest, Halle | Studio 4, Cinema ZED                 |
| 2009 | 10 - 27 november         | Leuven, Aarschot, Diest, Halle, Landen | Studio 4, Cinema ZED                 |
| 2010 | 9 - 26 november          | Leuven, Aarschot, Halle, Landen, Overijse | Kinepolis, Cinema ZED                |
| 2011 | 8 - 26 november          | Leuven, Aarschot, Haacht, Halle, Landen, Overijse, Vilvoorde | Kinepolis, Cinema ZED                |
| 2012 | 7 - 23 november          | Leuven, Aarschot, Haacht, Halle, Overijse, Sint-Pieters-Leeuw, Tienen, Vilvoorde | Kinepolis, Cinema ZED                |
| 2013 | 6 - 22 november          | Leuven, Aarschot, Haacht, Halle, Overijse, Sint-Pieters-Leeuw, Tienen, Vilvoorde, Zaventem | Kinepolis, Cinema ZED, Provinciehuis |
| 2014 | 5 - 28 november          | Leuven, Aarschot, Dilbeek, Haacht, Halle, Overijse, Sint-Pieters-Leeuw, Tienen, Vilvoorde, Zaventem | Kinepolis, Cinema ZED                |
| 2015 | 10 - 28 november         | Leuven, Aarschot, Diest, Dilbeek, Haacht, Halle, Londerzeel, Sint-Pieters-Leeuw, Tienen, Vilvoorde, Wezembeek-Oppem | Kinepolis, Provinciehuis             |
| 2016 | 10 - 29 november         | Leuven, Aarschot, Diest, Dilbeek, Halle, Kortenberg, Londerzeel, Sint-Pieters-Leeuw, Tienen, Vilvoorde, Wezembeek-Oppem | Kinepolis, Cinema ZED, Provinciehuis |
| 2017 | 10 november - 3 december | Leuven, Aarschot, Diest, Dilbeek, Halle, Kortenberg, Londerzeel, Mechelen, Sint-Pieters-Leeuw, Sint-Truiden, Tienen, Vilvoorde, Wezembeek-Oppem                                                                                   | Kinepolis, Cinema ZED, Provinciehuis |
| 2018 | 6 - 30 november          | Leuven, Borgerhout, Diest, Dilbeek, Geel, Halle, Hasselt, Heist-op-den-Berg, Kapellen, Koersel, Kortenberg, Lier, Londerzeel, Mechelen, Roeselare, Sint-Pieters-Leeuw, Sint-Truiden, Tienen, Vilvoorde, Wetteren, Wezembeek-Oppem | Kinepolis, Cinema ZED                |